# جارود بوين
جارود بوين (20 ديسمبر 1996 في هيرفوردشير، إنجلترا - ) (بالإنجليزية: Jarrod Bowen)‏ هو لاعب كرة قدم إنجليزي يلعب في مركز الجناح مع وست هام يونايتد الإنجليزي و‌منتخب إنجلترا لكرة القدم. سبق له اللعب مع نادي هيرفورد وهال سيت.

## مسيرته

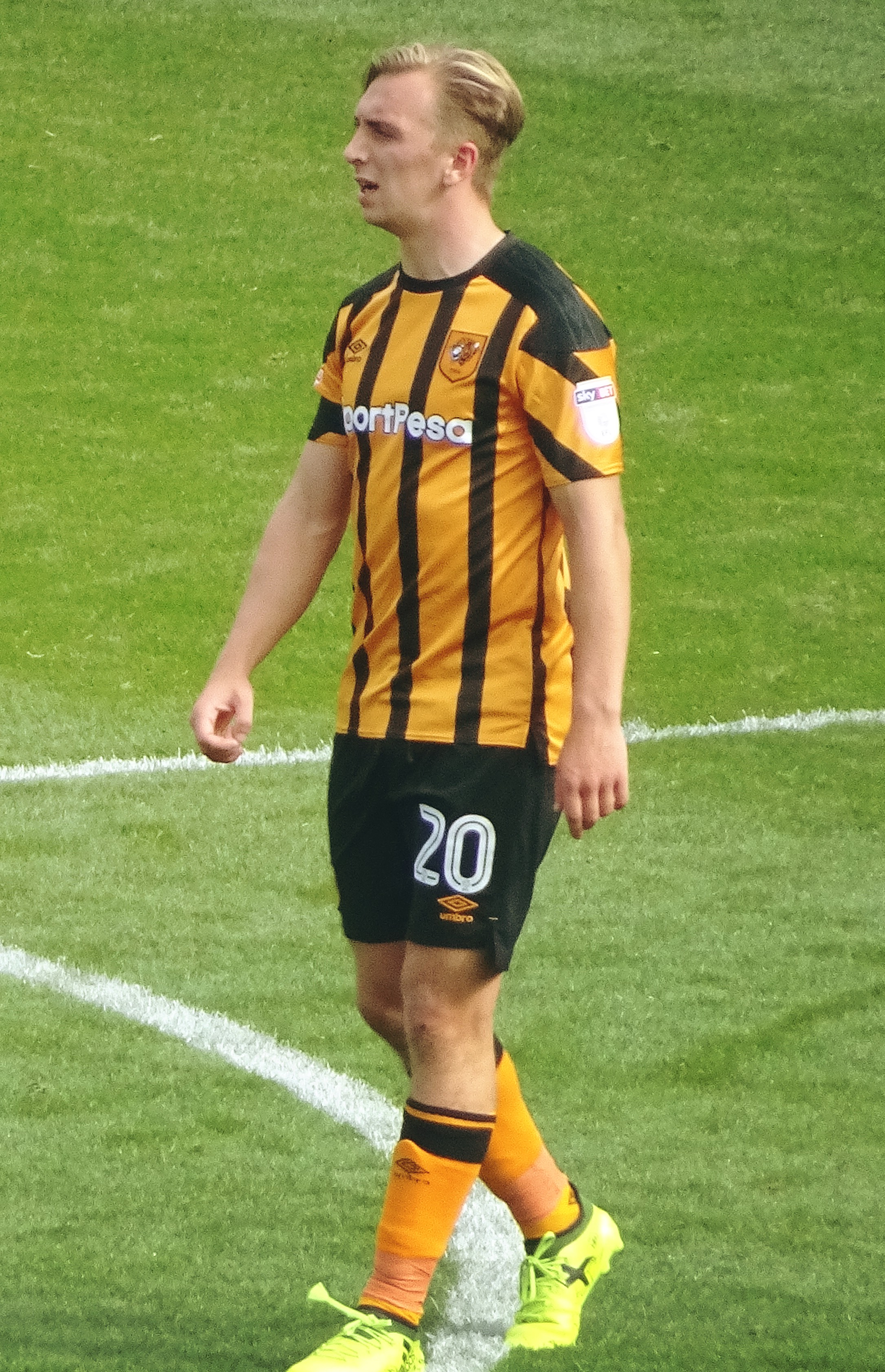
جارود بوين يلعب مع هال سيتي في عام 2017

في 31 يناير 2020، وقع بوين لنادي وست هام يونايتد في الدوري الإنجليزي الممتاز بعقد مدته خمس سنوات ونصف، مقابل رسوم تبلغ حوالي 22 مليون جنيه إسترليني. في 29 فبراير، في أول مباراة له مع وست هام، سجل بوين هدفه الأول للنادي، في الفوز 3-1 على ساوثامبتون.[25]
سجل بوين أهدافه الأولى في موسم الدوري الإنجليزي الممتاز 2020–21 في 27 سبتمبر 2020، بهدفين في الفوز 4-0 على ولفرهامبتون واندررز، والذي كان أول فوز لوست هام في الدوري هذا الموسم. في 4 أكتوبر، بعد أسبوع، أضاف إلى رصيده لهذا الموسم، وسجل الهدف الثالث في الفوز 3-0 خارج أرضه على ليستر سيتي. خلال النصف الثاني من الموسم، سجل بوين ثلاثة أهداف في ثلاث مباريات متتالية، في تعادل 3–3 ضد أرسنال وانتصار 3–2 على ولفرهامبتون وليستر سيتي، ليرتفع رصيده إلى ثمانية أهداف لهذا الموسم.[7]
سجل بوين هدفه الأول في كرة القدم الأوروبية خلال مرحلة المجموعات في الدوري الأوروبي 2021–22 في الفوز 3–0 على جينك في 21 أكتوبر 2021. في 8 مايو 2022، سجل بوين تمريرتين حاسمتين ضد نورويتش سيتي، ليصبح أول لاعب في وست هام يسجل عشرة أهداف ويقدم عشرة تمريرات حاسمة في موسم واحد منذ باولو دي كانيو في موسم 1999-2000. وبعد يوم واحد، تم اختيار بوين كلاعب الموسم في وست هام.[28] أنهى بوين موسم 2021–22 بصفته هداف وست هام برصيد 18 هدفًا في جميع المسابقات، منها 12 هدفًا في الدوري الإنجليزي الممتاز.
2022 إلى الوقت الحاضر
وفي موسم 2022–23، سجل بوين 13 هدفًا في 54 مباراة بجميع المسابقات. تم تسجيل ستة أهداف في الدوري الأوروبي، وستة في الدوري الإنجليزي الممتاز وهدف واحد في كأس الاتحاد الإنجليزي.[30]
في 7 يونيو 2023، خلال نهائي الدوري الأوروبي 2023، سجل بوين هدف الفوز، في الدقيقة 90، ضد فيورنتينا ليمنح وست هام لقبه الأول منذ 43 عامًا بفوزه 2-1. وبذلك، أصبح أول لاعب إنجليزي يسجل هدف الفوز في نهائي أوروبي كبير منذ آلان سميث لاعب أرسنال في نهائي كأس الكؤوس الأوروبية عام 1994 ضد بارما.[32] في اليوم التالي، تم اختيار بوين ضمن فريق الموسم للبطولة، حيث سجل ستة أهداف.[33]
في 8 أكتوبر 2023، وقع بوين عقدًا جديدًا مع النادي حتى يونيو 2030.[34] في 22 أكتوبر، سجل هدفًا في مباراة خسارة وست هام خارج أرضه بنتيجة 4–1 أمام أستون فيلا. كانت هذه هي المباراة الخامسة على التوالي التي يسجل فيها خارج أرضه، وهو إنجاز لم يحققه سوى تييري هنري ومحمد صلاح في الدوري الإنجليزي الممتاز.[35] في 4 نوفمبر، سجل مرة أخرى في مباراة خارج أرضه ليحطم الرقم القياسي حيث خسر وست هام 3-2 أمام برينتفورد.[36]
كتابة

محمد خليل